# Корветы типа «Габбиано»
Корветы типа «Габбиано» — корабли Королевского итальянского флота, предназначенные для противолодочной обороны при сопровождении конвоев. Всего было заказано 60 корветов, из них до сентября 1943 года 28 единиц вступили в строй итальянского флота, еще 10 были достроены и введены в строй немцами.

## История создания
К началу 1941 года, по мере роста потерь среди «лёгких» кораблей в ходе войны, итальянский флот испытывал все возрастающую потребность в специализированных кораблях ПЛО для сопровождения конвоев транспортных судов. Имевшиеся на тот момент в составе флота миноносцы («Спика», «Пегасо») не совсем подходили для этой цели, так как изначально создавались для решения иных задач и не имели достаточного противолодочного вооружения. К тому же эти корабли были слишком большими и дорогостоящими в постройке, тогда как корветы собирались строить большой серией, с привлечением верфей не имеющих большого опыта военного кораблестроения.
Летом 1941 года из нескольких вариантов был выбран проект корабля с небольшими размерами и скоростью, но с достаточно мощным противолодочным вооружением. Корабль классифицировали как «противолодочный корвет».

## Конструкция и вооружение
Корветы имели корпус с выраженным полубаком, в центре которого располагалась массивная рубка, дымовая труба и надстройки с гнёздами для двух спаренных 20-мм/65 зенитных орудий. 
 Спереди от рубки располагались три 20-мм/70 зенитных орудия, а ближе к носовой части — 100-мм/47,2 артиллерийская установка. На первых кораблях серии были размещены два 450-мм однотрубных торпедных аппарата, предназначенных для атак подводных лодок, находящихся в надводном положении. Для борьбы с подводными лодками корабли имели гидролокатор, 8 бомбомётов и два бомбосбрасывателя с большим запасом глубинных бомб. После войны на большинстве кораблей изменили конструкцию рубки, сделав её более узкой и высокой.
Интересной особенностью корабля стало применение двух электромоторов мощностью по 150 л.с., предназначенных для бесшумного хода во время атаки на подводную лодку. Ёмкости аккумуляторов хватало на 16 морских миль. Электромоторы размещались на всех корветах, кроме достроенных немцами Bombarda и Carabina.

## Служба
В целом корветы оказались достаточно эффективными кораблями эскорта и справлялись с задачами, для которых были созданы.
В сентябре 1943 года большое число кораблей этого типа попало в руки немцев, как готовых, так и затопленных экипажами и недостроенных на верфях.
Несколько корветов продолжили службу во флоте послевоенной Италии и были исключены из его состава только в 60-е 70-е годы.